# NGC 7150
NGC 7150 — группа звёзд в созвездии Лебедь.
Этот объект входит в число перечисленных в оригинальной редакции «Нового общего каталога».